# Saint-Cirgues-sur-Couze
Saint-Cirgues-sur-Couze é uma comuna francesa na região administrativa de Auvérnia-Ródano-Alpes, no departamento Puy-de-Dôme. Estende-se por uma área de 1,54 km². Em 2010 a comuna tinha 355 habitantes (densidade: 230,5 hab./km²).